# Jeepers Creepers 2
Jeepers Creepers 2 is een Amerikaanse horrorfilm uit 2003. De productie is het vervolg op Jeepers Creepers uit 2001 en werd evenals het eerste deel genomineerd voor de Saturn Award voor beste horrorfilm.

## Verhaal
Het verhaal gaat over een wezen dat eens in de 23 lentes ontwaakt om in 23 dagen zo veel mogelijk mensen op te eten. Op de 23ste dag dat het wezen wakker is, rijdt er een schoolbus over de straat "East 9", en dit is het territorium van het beest.
Op een gegeven moment krijgen ze twee lekke banden, waardoor ze gedwongen worden de nacht door te brengen in de bus. Maar uiteraard merken ze al snel dat er iets vreemds gaande is. Al snel verdwijnen de twee aanwezige docenten, en de buschauffeur. Later brengt het wezen ze een bezoekje om uit te kiezen wie hij als slachtoffers neemt. Hij grijpt dan ook snel toe om zijn volgende slachtoffer te claimen.
Na een aantal afgrijselijke ontmoetingen met het beest besluiten de leerlingen om de bus uit te gaan en naar een boerderij te rennen. Dit lukt echter niet omdat er geen boerderij is. Het wezen duikt er meteen bovenop en maakt veel nieuwe slachtoffers. Op een gegeven moment komt er een 'redder in nood' opdagen. Dit is de vader van een jongen die in het begin van de film door het wezen wordt meegenomen uit een maïsveld. Deze zogenaamde 'redder in nood' lijkt er samen met een aantal leerlingen in te slagen het wezen te doden.
De film eindigt waar de man het levenloze lichaam van het wezen aan zijn schuur heeft vastgebonden en als tentoonstelling heeft staan. Vervolgens komen er drie mensen kijken, en ze vragen of de man ergens op wacht. Dat doet hij zeker, want het is namelijk 23 jaar later.